# Scandalo dei Black Sox

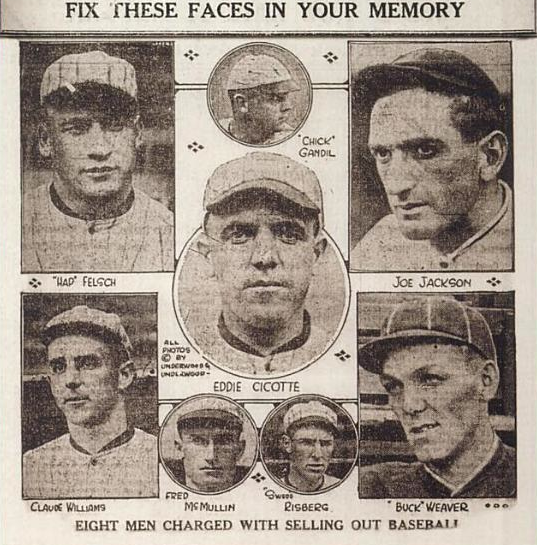
Eight men banned ("Otto uomini sospesi"), vignetta apparsa su diversi quotidiani all'epoca dello scandalo

Lo scandalo dei Black Sox fu uno scandalo che coinvolse otto giocatori del Chicago White Sox.

## Storia

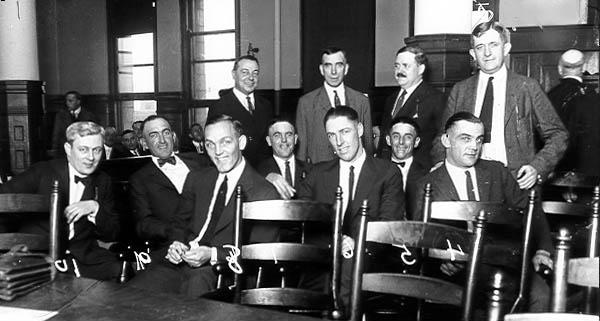
I giocatori durante il processo

Le World Series del 1919 tra i Chicago White Sox, campioni della American League, e i Cincinnati Reds della National League passarono alla storia per lo scandalo che coinvolse otto giocatori di Chicago, sospesi a vita dopo che un tribunale stabilì che si erano accordati con due giocatori d'azzardo per perdere intenzionalmente la finale, dietro pagamento di compenso.
La storia della corruzione dei giocatori e del loro processo venne definita Scandalo dei Black Sox, dal nome della franchigia, per il fatto che i "calzini bianchi" (White Sox) divennero neri per aver perso il loro candore. La storia, dietro alla quale si ritiene ci fosse Arnold Rothstein, potente boss ebreo nonché mentore di Lucky Luciano,  ha ispirato due film.
I cospiratori ebbero un inatteso colpo di fortuna quando il lanciatore Red Faber, futuro membro della Hall of Fame, fu colpito da un attacco influenzale, venendo escluso dal roster per le World Series. Anni dopo, il ricevitore Ray Schalk affermò che, se Faber fosse stato in salute, non ci sarebbe stato alcun tentativo di combine (dal momento che sarebbe stato il lanciatore partente al posto di Eddie Cicotte o Lefty Williams).

## Gli otto giocatori squalificati a vita
- Eddie Cicotte, pitcher, morto il 5 maggio 1969 all'età di 84 anni.
- Oscar "Happy" Felsch, morto il 17 agosto 1964 all'età di 72 anni.
- Arnold "Chick" Gandil, prima base, morto il 13 dicembre 1970 all'età di 82 anni.
- "Shoeless" Joe Jackson, morto il 3 dicembre 1951 all'età di 63 anni.
- Fred McMullin, morto il 21 novembre 1952 all'età di 61 anni.
- Charles "Swede" Risberg, morto il 13 ottobre 1975 all'età di 81 anni.
- George "Buck" Weaver, morto il 31 gennaio 1956 all'età di 65 anni.
- Claude "Lefty" Williams, pitcher, morto il 4 novembre 1959 all'età di 66 anni.

## Filmografia
- Otto uomini fuori (1988)
- L'uomo dei sogni (1989)